# Yujin Nagasawa
Yujin Nagasawa (né le 23 juin 1975 à Tokyo) est un philosophe britannique spécialisé en philosophie de la religion, philosophie de l'esprit et philosophie appliquée. Professeur de philosophie de la religion à l'Université de Birmingham, il est également directeur de la British Society for the Philosophy of Religion. Il est principalement connu pour ses publications traitant de la nature de Dieu et de la question de son existence, ainsi que pour sa défense d'une forme de panpsychisme en réponse au problème difficile de la conscience.

## Parcours professionnel
Yujin Nagasawa est né au Japon à Tokyo en 1975. Il étudie la philosophie et les mathématiques à l'Université Stony Brook de l'Etat de New York et obtient son doctorat de philosophie en 2004 à l'Université nationale australienne située à Canberra. Il commence son enseignement en 2006 à l'Université de Birmingham et obtient entre 2007 et 2010 trois prix récompensant son travail en philosophie de la religion et en théologie. Il est devenu aujourd'hui un acteur important dans l'édition d'ouvrages d'étude dans ces domaines et est régulièrement sollicité sur les questions de philosophie appliquée (éthique médicale, sens de la vie, mort, immortalité).

## Source de la traduction
- (en) Cet article est partiellement ou en totalité issu de l’article de Wikipédia en anglais intitulé « Yujin Nagasawa » (voir la liste des auteurs).